# Cantó de Diá
El cantó de Diá és un cantó del departament francès de la Droma, a la regió d'Alvèrnia-Roine-Alps. Està inclòs al districte de Diá i té 15 municipis. El cap cantonal és la sotsprefectura de Diá.

## Municipis
- Ais de Diés
- Barsac
- Chamaloc
- Diá
- Laval d'Ais
- Marinhac de Diés
- Molières-Glandaz
- Montmaur de Diés
- Ponet-et-Saint-Auban
- Pontais
- Romeyer
- Sant Andiòu
- Saint-Julien-en-Quint
- Santa Crotz
- Vachères-en-Quint

## Història
| Data d'elecció                           | Identitat            | Partit                    | Qualitat |
| ---------------------------------------- | -------------------- | ------------------------- | -------- |
| 1949-1979                                | Maurice Vérillon     | SFIO, després PS          |          |
| 1979-1992                                | Jean-Pierre Rambaud  | PCF                       |          |
| 1992-1998                                | Isabelle Bizouard    | Divers gauche, després PS |          |
| 1998-2004                                | Jean-Pierre Rambaud  | PCF                       |          |
| 2004-2011                                | Bernard Condette     | PCF                       |          |
| 2011-                                    | Philippe Leeuwenberg | PCF                       |          |
| les dades anteriors no són pas conegudes |                      |                           |          |
|                                          |                      |                           |          |